# Grund Rock Találkozó
A Grund Rock Találkozót a Grund Kulturális és Ifjúsági Egyesület szervezte és működtette a nagykátai Bartók Béla Művelődési Központban. A Találkozók három egymást követő évben (1989, 1990, 1991) kerültek megrendezésre a régió zenekarainak bevonásával, nagyszámú közönség figyelmétől kísérve. Ezek a rendezvények egyszerre voltak fesztiválok és tehetségkutató versenyek is.
Később népszerűvé vagy az előadó-művészeti pályán profivá lett előadók is felléptek ezeken a találkozókon, mint – a Budapesti Operettszínház játékmestereként ismerhető – Bori Tamás, a Rituális Rémtettek zenekar vagy a Csernobil 4-es Blokk. A fellépőket neves zsűri hallgatta meg, látta el tanácsokkal. Zsűritagok voltak: Viktor Máté, Bornai Tibor, Babos Gyula, Berki Tamás.